# Reginald Foster

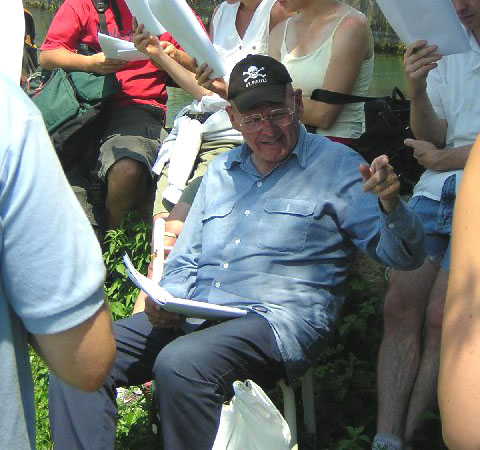
Reginald Foster ad Arpino

Reginald Foster (Milwaukee, 14 novembre 1939 – Milwaukee, 25 dicembre 2020) è stato un religioso, latinista e teologo statunitense.

## Biografia
Reginald Foster nacque a Milwaukee il 14 novembre 1939 da Gordon e Margaret, nata Fleischmann. Crebbe in una famiglia di idraulici (suo padre, i suoi fratelli e gli zii erano idraulici) ed entrò nel seminario minore "San Francesco" di Milwaukee a 13 anni. Disse che voleva tre cose: "essere sacerdote, carmelitano e fare latino". A 15 anni si trasferì al seminario minore "San Giuseppe" di Peterborough, New Hampshire, dove si innamorò del latino.
Nell'agosto del 1958 entrò nel noviziato dell'Ordine dei carmelitani scalzi a Brookline, Massachusetts. Il 15 agosto dell'anno successivo emise la prima professione. Studiò filosofia a Holy Hill dal 1959 al 1962, quando fu inviato a Roma per studiare teologia alla Pontificia facoltà teologica Teresianum.
Il 17 aprile 1966 fu ordinato presbitero. Nel 1970, su raccomandazione di padre Carlo Egger e nonostante le obiezioni del Procuratore Generale del suo Ordine, succedette a monsignor Amleto Tondini nell'Ufficio delle lettere latine della Segreteria di Stato della Santa Sede (fino al 1968 dicastero autonomo con il nome di Segretariato per i brevi ai principi e per le lettere latine), fu il primo americano a entrare in questo ufficio. Interruppe gli studi di dottorato: lavorò lì infatti per quarant'anni e tornò a Milwaukee nel 2009 dopo il suo ritiro.
Foster viveva a Roma in maniera ascetica, dormendo per terra sotto una coperta sottile e regalando tutti i doni che riceveva tranne i libri. Invece di indossare l'abito clericale, che credeva non corrispondesse più all'abito dei poveri, portava pantaloni e camicie blu di Sears, con semplici scarpe da ginnastica nere e una giacca a vento di poliestere blu quando faceva freddo. Le guardie svizzere lo chiamavano "il benzinaio" e ci furono lamentele circa il suo aspetto.
Oltre al suo lavoro a tempo pieno nell'Ufficio delle lettere latine, Foster prestò servizio come sacerdote, tutor degli studenti e conduttore di un programma settimanale alla Radio Vaticana, The Latin Lover. A partire dal 1977, tenne dieci corsi di latino all'anno presso la Pontificia Università Gregoriana di Roma. Nel 1985, rispondendo alle richieste degli studenti, aggiunse una scuola estiva di otto settimane con classi che si riunivano sette giorni su sette. La scuola estiva era gratuita e l'ateneo nel 2006 lo licenziò per aver permesso a troppi studenti di frequentare i suoi corsi senza pagare. Di conseguenza, nel novembre del 2006 Foster fondò la sua libera Academia Romae Latinitatis, nota anche come Istituto Ganganelli, che dal 2007 ebbe sede in Piazza Venezia a Roma.
Nel 2008 Foster ebbe un malore in classe e dovette essere ricoverato in ospedale. Colpito da problemi cardiaci, tornò in aereo negli Stati Uniti dove ricevette ulteriore assistenza medica in una casa di cura a Greenfield, nel Wisconsin, e lasciò i suoi incarichi a Roma. Riprese a tenere lezioni gratuite di latino all'Università di Milwaukee e in seguito insegnò nelle case di cura in cui visse, la St. Clare's Terrace e poi la St. Anne's Home. Durante la pandemia di COVID-19 tenne lezioni per studenti di tutto il mondo in videoconferenza.
Morì a Milwaukee il 25 dicembre 2020 all'età di 81 anni. Era risultato positivo al COVID-19. Le esequie si tennero alla presenza solamente dei confratelli e dei famigliari a causa della pandemia di COVID-19. È sepolto nel cimitero carmelitano di Holy Hill a Hubertus, Wisconsin.

## Studio del latino
Foster era un esperto di letteratura latina, in particolare Cicerone, ed era un'autorità riconosciuta a livello internazionale sulla lingua latina. Insegnò il latino come lingua viva e influenzò molti latinisti; Nancy Llewellyn fu ispirata da Foster nel fondare il Septentrionale Americanum Latinitatis Vivae Institutum (SALVI) e il North American Institute of Living Latin Studies, nel 1997, e due ex studenti, Jason Pedicone ed Eric Hewett, nel 2010 rilanciarono la sua scuola estiva a Roma come Living Latin in Rome, un programma per studenti universitari, e fondarono un'organizzazione senza scopo di lucro, l'Istituto Paideia, che ora sponsorizza anche corsi in altri paesi e di greco, oltre a programmi per scuole elementari negli Stati Uniti. Foster guidò lo sforzo di produrre un dizionario latino moderno, il Lexicon Recentis Latinitatis, pubblicato tra il 1992 e il 1997. Dopo il ritiro, nel 2016, pubblicò The Mere Bones of Latin (Ossa Latinitatis Sola) per i tipi della Catholic University of America Press. In seguito pubblicò un commento alle lettere di Cicerone.
Foster era un insegnante severo, un "burbero sfacciato" per i suoi studenti, che spesso affermava "se fai un errore stupido, sei fuori!"; a volte assegnava una traduzione di un testo osceno a una pia suora e un testo di Sant'Agostino di Ippona o papa Leone I a un ateo o a un ebreo. Un ex studente lo attaccò per avere respinto la sua teoria ed egli avvertì i suoi studenti: "Non mi interessa la tua teoria letteraria spazzatura! [...] Se non sai che ora del giorno è, o come ti chiami, o dove sei, non provare il latino perché ti farà spiaccicare sul muro come una macchia d'olio".
Foster condannò quello che vedeva come un declino dell'insegnamento del latino; il suo sforzo di fare rivivere la lingua fu l'oggetto di un capitolo del libro di Alexander Stille The Future of the Past, dove venne descritto come "un uomo della Audubon Society per la lingua latina, deciso a salvarla dall'estinzione". Tuttavia, era contrario al ritorno alla liturgia latina, dicendo che "fa sembrare il Vaticano un po' medievale". Foster invece pensava che un esempio migliore dell'utilizzo del latino fosse il fatto che papa Benedetto XVI pronunciasse alcuni discorsi in questa lingua.

## Ricezione dei media
La posizione di Foster gli dava più libertà di parlare rispetto alla maggior parte dei preti e i giornalisti cercavano spesso la sua opinione. Una volta rispose a una domanda sul latino come "lingua sacra": "Nel I secolo ogni prostituta di Roma lo parlava correntemente e molto meglio della maggior parte delle persone nella Curia romana", e fu citato erroneamente dal Minnesota Star Tribune per l'aver detto: "Mi piace dire messa a nudo". Fu uno dei soggetti di Romans di Michael Sheridan, pubblicato nel 1995. Nel 2008, poco prima del suo ritiro, Foster fu intervistato fuori dal Vaticano da Bill Maher per il film documentario Religiolus - Vedere per credere, e concordava con le dichiarazioni sul fatto che il Vaticano fosse "in contrasto con il messaggio di Gesù", portando a lamentele.

## Opere
- Sacrum Divi Augustini lavacrum-Pugilatus Certamen, 1972,  p. 68.
- con Daniel Patricius McCarthy, Ossa Latinitatis Sola Ad Mentem Reginaldi Rationemque: The Mere Bones of Latin According to the Thought and System of Reginald, The Catholic University of America Press, 2016,  p. 736.